# 경상남도도로관리사업소
경상남도도로관리사업소(慶尙南道路管理事業所)은 지방자치법 제114조법 제114조에 따라 지방도 유지보수의 원활한 수행과 장비의 운영관리를 위하여 설치된 경상남도청 소속기관이다. 경상남도 창원시 의창구 창원대로 454에 위치하고 있다.

## 같이 보기
- 경상남도청